# Savonlinja
Savonlinja est une société de transport en commun par autobus basée à Mikkeli en Finlande .
Elle est surtout active en Finlande orientale et méridionale.